# Isia

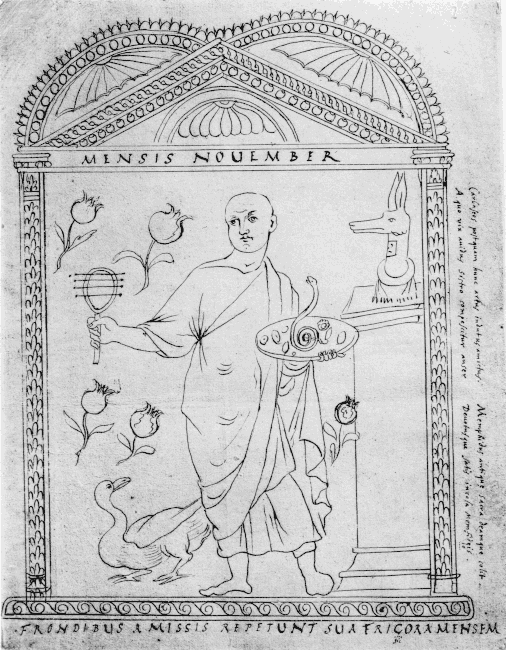
Calendario del calígrafo Filócalo del correspondiente al mes de noviembre, donde se representa a un fiel seguidor de Isis para simbolizar la fiesta romana de Isia, según un manuscrito del. Biblioteca Vaticana.

Las Isia o Isideia fueron unas fiestas religiosas romanas anuales que, junto a las de la Navigium Isidis, se dedicaban a la diosa Isis.

## Orígenes egipcios
Las fiestas y ceremonias se celebraban en honor de Isis como símbolo del principio femenino y su fertilidad, modelo de inspiración que domina lo existente cuando participa en la resurrección de su esposo Osiris. Cuando Isis, en la mitología egipcia original, viaja por los mares en busca de las partes desmembradas del cuerpo de su esposo, las encuentra, menos el falo, las recompone y finalmente lo resucita.

## Historia
Entre los primeros actos de Calígula como emperador romano, se encontraba el reconocimiento oficial del culto a Isis y la dedicación y construcción de un Iseum en el Campo de Marte en el año 38. Calígula hizo a las Isea, que conmemoraban la muerte y resurrección de Osiris, sacra publica populi Romani.
Se celebraban entre el 26 de octubre y 3 de noviembre y el calígrafo Furio Dionisio Filócalo, en su calendario o Cronógrafo del 354 las llamaba Isias, correspondiéndose con las precursoras, que se celebraban en el Antiguo Egipto en el mes de Joiak según su calendario.
Durante las Isia, se representaban ritualmente los Misterios de Osiris, en correspondencia con las fiestas de igual temática del mes de Joiak que se llevaban a cabo anteriormente en varias ciudades egipcias para conmemorar los principales episodios del mito de Osiris: su asesinato por Seth, su momificación por Isis y Anubis y su victoria sobre la muerte.
Similar a una obra de teatro de la pasión medieval, los ritos consistían simplemente en una representación de las principales escenas dramáticas de la vida y muerte de Osiris, desde la búsqueda angustiosa de Isis a su esposo hasta el júbilo cuando se encuentra el cuerpo del dios, y hasta una serie de himnos de "Las canciones de Isis y Neftis" donde Isis y Neftis eran interpretadas por dos sacerdotisas vírgenes.
Las fiestas terminaban, después del hallazgo de las partes de Osiris (inventio Osiridis), con la mayor gloria de su esposa merced a sus dotes mágicas que finalmente, habían conseguido devolverle a la vida. Se daban escenas de alegría entre los fieles y se coreaba: Lo hemos encontrado, alegrémonos.